# Hans Putz

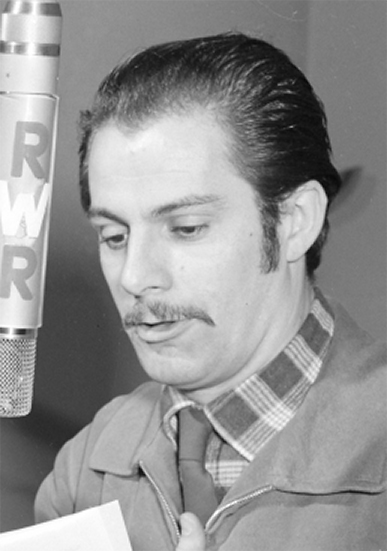
Hans Putz bei einer Rundfunkaufnahme (1954)

Hans Putz (* 17. November 1920 in Wien; † 31. Januar 1990 in Hamburg) war ein österreichischer Schauspieler.

## Leben
Nach privatem Schauspielunterricht trat er ab 1937 als Kleindarsteller am Schauspielhaus Zürich (in Die Schule der Frauen), am Deutschen Volkstheater in Wien sowie in Baden bei Wien und in Metz auf. Nach 1945 spielte er wieder am Neuen Theater Wien und am Volkstheater. Dort wurde er ab 1948 zum Protagonisten von Gustav Mankers Nestroy-Inszenierungen: Zu ebener Erde und erster Stock (1948), Der Talisman (1951 und 1952), Der Schützling und Das Haus der Temperamente (beide 1953). Er spielte die Titelrolle in Ferenc Molnárs Liliom und am Theater in der Josefstadt stand er 1961 neben Hans Moser als Wendelin Pfriem in Nestroys Höllenangst auf der Bühne.
Seit 1948 auch Filmdarsteller, kam er lange nicht über kleinere Rollen hinaus. Lediglich in Leopold Lindtbergs Die Vier im Jeep übernahm er eine Schlüsselrolle in der Person des aus einem sowjetischen Kriegsgefangenenlager entkommenen Karl Idinger, der zum Problem für die vier Siegermächte wird.
Seit 1961 war Putz vor allem Fernsehschauspieler, der in zahlreichen Fernsehspielen und Serien mitwirkte. Auf der Bühne war er ab 1969 am Thalia Theater in Hamburg unter Boy Gobert engagiert (1969 in der Eröffnungspremiere von Nestroys Das Haus der Temperamente als Schlankel, Regie: Gustav Manker). In den 1970er Jahren wirkte er in zahlreichen Fernsehproduktionen mit und spielte auch wieder am Wiener Volkstheater (Franz Molnar Liliom, G.B. Shaw Der Teufelsschüler) und bei den Wiener Festwochen den Wurzel in Ferdinand Raimunds Der Bauer als Millionär.
Außerdem war er Sprecher in 123 Hörspielen verschiedener deutschsprachiger Rundfunksender.
Seine Grabstätte war auf dem Friedhof Ohlsdorf. Das Grab wurde 2015 nach Ablauf von 25 Jahren Ruhezeit aufgelassen. Der Sohn Hans Putz junior (1961–1979) arbeitete bis zu seinem Freitod ebenfalls als Schauspieler.

## Filmografie
- 1948: Gottes Engel sind überall
- 1948: Arlberg-Express
- 1949: Lambert fühlt sich bedroht
- 1949: Liebling der Welt
- 1950: Schuß durchs Fenster
- 1950: Großstadtnacht
- 1950: Das vierte Gebot
- 1951: Die Vier im Jeep
- 1951: So ein Theater! (Gangsterpremiere)
- 1952: Wienerinnen
- 1952: Verlorene Melodie
- 1953: Tingeltangel (Praterherzen)
- 1953: Lavendel – eine ganz unmoralische Geschichte (Lavendel)
- 1953: Pünktchen und Anton
- 1954: König der Manege
- 1954: Hoheit lassen bitten
- 1954: Und der Himmel lacht dazu (Bruder Martin)
- 1954: Ewiger Walzer
- 1955: Geheimnis einer Ärztin
- 1955: Die Sennerin von St. Kathrein
- 1955: Seine Tochter ist der Peter
- 1956: Ein Herz schlägt für Erika
- 1956: Die Halbstarken
- 1956: Ein Mann muß nicht immer schön sein
- 1958: Windhund und Seehund
- 1959: Unser Wunderland bei Nacht
- 1960: Im Namen einer Mutter
- 1961: Höllenangst
- 1961: Fast ein Poet
- 1961: Die Kassette
- 1961: Der entscheidende Augenblick
- 1962: Die Rebellion
- 1963: Hin und her
- 1963: Die wahre Geschichte vom geschändeten und wiederhergestellten Kreuz
- 1963: Das Ende vom Anfang
- 1964: Hotel Iphigenie
- 1964: Die Verbrecher
- 1963–1966: Donaugeschichten (TV-Serie in 13 Teilen)
- 1966: Hava, der Igel
- 1965: Ich suche einen Mann
- 1966: Die rote Rosa
- 1966: Johannisnacht
- 1967: Der Auswanderer
- 1967: Der sanfte Lauf
- 1968: Nationalkomitee Freies Deutschland
- 1968: Einer fehlt beim Kurkonzert (TV, NDR)
- 1968: Sir Roger Casement (Fernseh-Zweiteiler)
- 1969: Polizeifunk ruft – Augenzeuge gesucht
- 1971: Zwischenspiel oder Die neue Ehe
- 1971: Jürgen Roland’s St. Pauli-Report
- 1972: Novellen aus dem wilden Westen (Serie)
- 1972: Die Melchiors (Serie)
- 1972: Der letzte Werkelmann
- 1978: Räuber und Gendarm
- 1978: PS (Serie, als Franz Brodzinski)
- 1979: Der Wald
- 1982: Mein Bruder und ich
- 1987: Tatort: Superzwölfer
- 1988–1993: Fest im Sattel (Serie)
- 1988: Derrick – Wie kriegen wir Bodetzki? (Serie)
- 1987–1989: Moselbrück (30tlg. Serie, Folgen 1–20)
- 1990: Tatort – Zeitzünder

## Hörspiele (Auswahl)
- 1960: Molière: Der eingebildete Kranke (Mauvillain) – Regie: Werner Hausmann (SWF / ORF / Schweizer Radio DRS)
- 1960: George Bernard Shaw: Der Teufelsschüler (The Devil’s Disciple) (Richard Dudgeon) – Regie: Gert Westphal (SWF / ORF / Schweizer Radio DRS)
- 1964: Alice Berend: Frau Hempels Tochter. Damals war’s – Geschichten aus dem alten Berlin (Egon Graf) (Geschichte Nr. 2 in 10 Folgen) – Regie: Ivo Veit (RIAS Berlin)[1]
- 1967: Phyllis Hastings: Du kamst in meine Stille - Regie: Hans Krendlesberger (Hörspielbearbeitung - ORF Oberösterreich)
- 1967: Herbert Asmodi: Nasrin oder Die Kunst zu träumen (Edgar) - Regie: Fritz Schröder-Jahn (Hörspielbearbeitung - BR/WDR/ORF Wien)
- 1970: Manfred Hausmann: Liebende leben von der Vergebung - Regie: Ferry Bauer (Hörspielbearbeitung - ORF Oberösterreich)
- 1970: Walter Wippersberg: In den Regen (Er) - Regie: Alfred Hartner (Hörspiel - ORF Salzburg)
- 1971: Karl Günther Hufnagel: Agnus Dei - Auch wir schlachten ein Lamm (Karl) – Regie: Günter Bommert (Radio Bremen)
- 1972: Oskar Zemme: Schlafstörung - Regie: Ferry Bauer (Hörspiel - ORF Oberösterreich)